# Thường tại

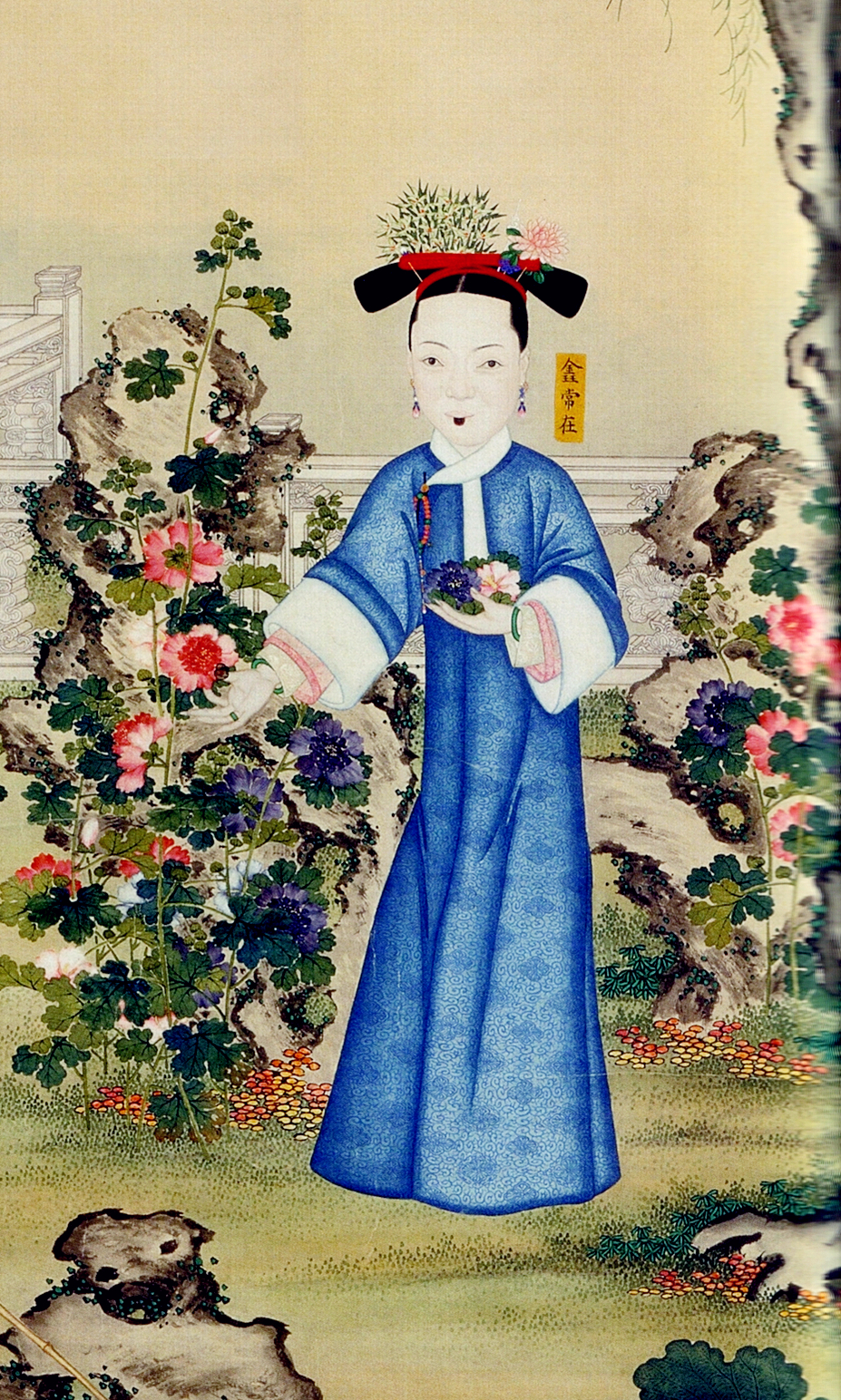
Hâm thường tại của Hàm Phong Đế.

Thường tại (chữ Hán: 常在), là một tước hiệu dành cho nữ quan nhà Minh, đến đời nhà Thanh thì trở thành một cấp bậc của phi tần.

## Lịch sử
Quy chế nhà Minh quy định "Thường tại" là cấp bậc Nữ quan trong Từ Ninh cung, Từ Khánh cung và Đông Cung, phục vụ bên cạnh của Thái hậu và Thái tử, không phải là một cấp bậc tần phi.
Nhà Thanh quy định đẳng cấp tần phi, ngoài Hoàng hậu thì có: Hoàng quý phi, Quý phi, Phi, Tần, Quý nhân, Thường tại và Đáp ứng. Địa vị của Thường tại khá thấp, là vị phân thấp nhất thông thường của một Tú nữ thông qua Bát kỳ tuyển tú, đồng thời là tước vị hay thấy nhất của Quan nữ tử (tức Cung nữ) tấn phong lên. Cung phân của Thường tại, mỗi năm 50 lượng bạc, cùng một số đãi ngộ theo tháng về lương thực và than (xem thêm ở Hậu cung nhà Thanh).
Ở triều Thanh, từ vị trí Quý nhân trở xuống địa vị thấp, cần ["Cần tu nội chức"; 勤修内职], tuân thủ nghiêm ngặt cung quy.